# Heike Lehmann
Pour les articles homonymes, voir Lehmann.
Heike Lehmlann est une joueuse de volley-ball est-allemande née le 29 mars 1962 à Neustrelitz. 

## Biographie
Heike Lehmann, qui évolue en cluib au SC Dynamo Berlin, fait partie de l'équipe d'Allemagne de l'Est de volley-ball féminin médaillée d'argent aux Jeux olympiques d'été de 1980 à Moscou.